# Adeus Batucada
Adeus Batucada é uma canção escrita por Synval Silva e gravada por Carmen Miranda com acompanhamento da Orquestra Odeon em 24 de setembro de 1935. É a sua segunda gravação mais executada nos últimos cinco anos (julho de 2010 a março de 2015) nos segmentos de rádio, música ao vivo, casas de festas, casas de diversão e sonorização ambiental, de acordo com o ECAD, escritório responsável pela arrecadação e distribuição dos direitos autorais.
Antes de embarcar para os Estados Unidos e iniciar a carreira em Hollywood, Carmen cantou "Adeus Batucada" na despedida de seu programa na rádio Mayrink Veiga. O próprio Synval Silva regravou a canção para seu LP homônimo, gravado em 1973 pela RCA Victor, já na casa dos sessenta anos.

## Versões
"Adeus Batucada" é uma das gravações mais famosas de Carmen Miranda e foi regravada diversas vezes por artistas consagrados da música brasileira, como Ney Matogrosso, Marisa Monte, Gal Costa, Célia, Alaíde Costa, Ademilde Fonseca, Ná Ozzetti, Celso Fonseca, Eduardo Dussek e Lulu Santos.

## Na cultura popular
A canção fez parte da trilha sonora da novela Escalada, da TV Globo, em 1975, e da minissérie A, E, I, O... Urca (1990), também da Globo. A escolha da música foi feita na época pelo próprio autor, Gilberto Braga.